# Соломин, Владилен Харитонович
Владиле́н Харито́нович Соло́мин (3 июля 1933, Борисовка, Центрально-Чернозёмная область — 11 января 2024, Липецк) — советский и российский архитектор, строитель. Почётный гражданин города Липецка.
Инженер производственного отдела треста «Липецкстрой». С 1969 года — заведующий отделом строительства горкома КПСС Липецка. Заместитель председателя липецкого горисполкома (1973—1980). Депутат Липецкого районного и городского Советов народных депутатов. Главный архитектор Липецкой области (1982—1995). Член Союза архитекторов России.
В последнее время занимася краеведческой работой. Совместными усилиями создал два тома книги «Созидатели», в которой рассказывается о становлении архитектуры в Липецке.
Скончался 11 января 2024 года в Липецке. Похоронен на городском кладбище в районе Трубного завода.

## Звания и награды
- Почётный гражданин Липецка (2003)
- Заслуженный строитель РСФСР
- Орден Дружбы (18 сентября 2023) — за достигнутые трудовые успехи и многолетнюю добросовестную работу[2]
- Орден «Знак Почёта»
- 5 медалей
- Серебряная медаль ВДНХ
- Член Союза журналистов России
- Премия Союза журналистов России

## Книги
- Созидатели / гл. ред. В. Х. Соломин. — Липецк: без изд-ва, 2001. — Т. 1.
- Созидатели / гл. ред. В. Х. Соломин. — Липецк: без изд-ва, 2004. — Т. 2.
- Созидатели / гл. ред. В. Х. Соломин. — Липецк: без изд-ва. — Т. 3.